# Mit Live News
『mit Live News』（ミットライブニュース）は、岩手めんこいテレビ（mit）で2019年4月1日から放送されている岩手県向けのローカルワイドニュース番組（フジテレビ発の全国ニュース『Live News イット!』を内包）。

## 番組概要
キー局・フジテレビが『Live News it!』（2020年9月28日からは『Live News イット!』にタイトル変更）をスタートさせることに伴い、『mitプライムニュース』の後継番組として放送開始。
従来の報道番組同様、フジテレビに合わせて改題したものの、キャスターや曜日別特集を一部入れ替えた程度で、ローカル部分は前番組と大きな変化はない。
前番組から引き続き、花巻東高等学校（花巻市）出身の県人大リーガー、大谷翔平（奥州市出身、ロサンゼルス・エンゼルス）や菊池雄星（盛岡市出身、シアトル・マリナーズ）に関する報道には特に力を入れている。
土・日曜は『FNN Live News イット!』として放送され、後半でローカルニュースを挿入する。キャスターはシフト勤務となるため不定。

### タイトルロゴ
- 初代（2019年4月1日 - 2020年9月25日）

カラーリング：mit ライブニュースLive News
上段に『mit（局ロゴ） ライブニュース』、下段に『Live News』と表記。
- 2代目（2020年9月28日 - ）

カラーリング：mitライブニュース Live News !
上段に『mit（局ロゴ） ライブニュース』、下段に『Live News』と表記し、右側に『!』（『Live News イット!〈news イット!〉』ロゴから流用）を追加。

## 放送時間
| 期間       | 期間       | 放送時間（JST）       | 放送時間（JST）                             | 放送時間（JST）       | 備考                                                               |
| 期間       | 期間       | 平日                  | ローカルニュース枠                          | 週末                  | 備考                                                               |
| ---------- | ---------- | --------------------- | ------------------------------------------- | --------------------- | ------------------------------------------------------------------ |
| 2019.4.1   | 2020.9.27  | 17:53 - 19:00（67分） | 18:14 - 18:50（36分）                       | 17:30 - 18:00（30分） | 16:50 - 18:14は『Live News it!』のタイトルで全編東京から放送。     |
| 2020.9.28  | 2021.10.10 | 17:48 - 19:00（72分） | 18:09 - 18:45（36分）                       | 17:30 - 18:00（30分） | 15:45 - 18:09は『Live News イット!』のタイトルで全編東京から放送。 |
| 2021.10.11 | 現在       | 17:48 - 19:00（72分） | 18:09.30 - 18:45、18:55 - 19:00（40分30秒） | 17:30 - 18:00（30分） | 15:45 - 18:09は『Live News イット!』のタイトルで全編東京から放送。 |

## タイムテーブル

### 平日の構成

#### 2022年10月3日から
- 17:48 全国ニュース（フジテレビ発）
- 18:09.30 県内ニュース、特集、天気予報
- 18:45.30 全国ニュース（フジテレビ発）
- 18:55  県内ニュース、天気のポイント、エンディング[5]

#### 2020年9月28日から
- 17:48 全国ニュース（フジテレビ発）
- 18:09 県内ニュース、特集、天気予報
- 18:45.30 全国ニュース（フジテレビ発）
- 18:55  県内ニュース、天気のポイント、エンディング[5]

#### 2020年9月25日まで
- 17:53 全国ニュース（フジテレビ発）
- 18:14 県内ニュース、特集、天気予報
  - 前々番組『mitみんなのニュース』から引き継ぎ、オープニングは県内の幼稚園・保育園児がタイトルコールを行っている（一週間通し）。
  - 新型コロナウイルス感染拡大防止の影響で、県内の幼稚園・保育園児による一週間通しのオープニングのタイトルコールを2020年4月第2週の金曜で終了した。
- 18:50.30 全国ニュース（フジテレビ発）
  - 18:50以降のネット枠を休止する場合あり。ミニ番組「きょうの県議会」の放送を行う場合や、特別企画など。

## 特集
- 月曜日 - 「Mスポ」
- 火曜日 - 「おいしい火曜日」「山に登ってみた」(月1回)
- 水曜日 - 「未来につなぐ」 - 東日本大震災被災地の話題、「特集」「Live News Eye」
- 木曜日 - 「プレイバック30」「市場調査隊」「気になる!木曜日」「特集」「Live 180」
- 金曜日 - 「おらほがイチバン」「めんこいアナのイイね!」[6]

## 現在の出演者
全員、岩手めんこいテレビのアナウンサー（＊除く）。

### 平日版（2024年7月以降）

#### キャスター

##### 月曜 - 水曜
- 高橋裕二[7]、高橋礼子[8]

##### 木曜 - 金曜
- 井上智晶、高橋礼子

##### 天気予報
- 月・火 中條奈菜花[9]
- 水〜金 吉田裕美＊（気象予報士）
- ※吉田が不在時は局アナウンサーが担当

##### Mスポ
- 福永一茂

### 週末版
- シフト勤務

## 過去の出演者
| 期間      | 期間       | 男性            | 男性           | 女性                | 女性           |
| 期間      | 期間       | 月曜日 - 水曜日 | 木曜日・金曜日 | 月曜日 - 水曜日     | 木曜日・金曜日 |
| --------- | ---------- | --------------- | -------------- | ------------------- | -------------- |
| 2019.4.1  | 2019.12.27 | 高橋裕二        | 高橋裕二       | 住本結花            | 住本結花       |
| 2020.1.6  | 2022.3.25  | 滝澤悠希        | 高橋裕二       | 住本結花            | 石橋美希       |
| 2022.3.28 | 2023.6.2   | 細田啓信        | 高橋裕二       | 住本結花            | 森尾絵美里     |
| 2023.6.5  | 現在       | （不在）        | 高橋裕二       | 住本結花 森尾絵美里 | 高橋礼子       |

- 花田凌南 - 天気予報担当 毎月第1週・第3週の月曜（2020年6月までは毎週月曜）
- 三宅絹紗 - 同上 毎月第1週・第3週の火曜（2020年6月までは毎週火曜）

## mit歴代の夕方ニュース
| 期間      | 期間      | 平日                | 週末                         |
| --------- | --------- | ------------------- | ---------------------------- |
| 1991.4.1  | 1997.3.30 | mitスーパータイム   | mitスーパータイム            |
| 1997.3.31 | 1998.3.29 | mitザ・ヒューマン   | mitザ・ヒューマン            |
| 1998.3.30 | 2001.4.1  | mitスーパーニュース | mitスーパーニュース          |
| 2001.4.2  | 2015.3.29 | mitスーパーニュース | FNNスーパーニュースWEEKEND   |
| 2015.3.30 | 2018.4.1  | mitみんなのニュース | FNN みんなのニュース Weekend |
| 2018.4.2  | 2019.3.31 | mitプライムニュース | プライムニュース イブニング  |
| 2019.4.1  | 2020.9.27 | mit Live News       | Live News it!                |
| 2020.9.28 | 現在      | mit Live News       | Live News イット!            |